# Birth of a Notion
Pour plus de détails, voir Fiche technique et Distribution.
Birth of a Notion est un court métrage d'animation américain de la série des Looney Tunes, réalisé par Robert McKimson pour Warner Bros. et sorti en 1947. Il met en scène Daffy Duck.

## Fiche technique
- Titre original : Birth of a Notion
- Titre français :
- Série : Looney Tunes (Blue Ribbon)
- Réalisation : Robert McKimson
- Scénario : Warren Foster
- Layout : Cornett Wood
- Décors : Richard H. Thomas
- Animation : John Carey, Izzy Ellis, Manny Gould , Thomas McKimson, Rod Scribner
- Montage : Treg Brown
- Musique :  Carl W. Stalling
- Production : Edward Selzer
- Société de production : Warner Bros.
- Société de distribution : Warner Bros., Vitaphone
- Pays :   États-Unis
- Langue : anglais
- Format : couleur (Technicolor) - 35 mm - 1,37:1 - son mono (RCA Sound System)
- Durée : 7 min.
- Dates de sortie : 
  - États-Unis : 12 avril 1947

## Distribution

### Voix originales
- Mel Blanc : Daffy Duck / Leopold / Joe Besser Duck
- Stan Freberg : Mad Scientist (le savant fou)

### Voix françaises

#### Premier doublage (années 1980)
- Pierre Trabaud : Daffy Duck
- Roger Carel : Léopold
- Gérard Hernandez : le savant fou

#### Second doublage (2000)
- Patrick Guillemin : Daffy Duck

## Commentaires
- Le savant fou est une caricature de l'acteur Peter Lorre.
- Le titre est un jeu de mots faisant référence au film de D. W. Griffith, Naissance d'une nation (The Birth of a Nation), mais sans lien avec celui-ci.
- Le film devait être réalisé par Bob Clampett avant que celui-ci ne quitte les studios Warner.